# 牧野成一
牧野 成一（まきの せいいち、1935年(昭和10年) - ）は、日本の言語学者、プリンストン大学名誉教授。

## 人物
東京生まれ。1958年早稲田大学文学部英文科卒、1960年同大学院修士課程修了、1962年東京大学文学部言語学科卒、1964年同大学院修士課程修了、同年フルブライト留学生として渡米、1968年「Link Some aspects of Japanese nominalizations」でイリノイ大学言語学博士。イリノイ大学アジア研究所言語学科准教授として日本語を教え、1991年プリンストン大学東洋学科教授。2003 - 2006年全米日本語教育学会会長。2005年定年退任、名誉教授。妻・牧野泰子（1937 - ）は細谷俊夫・東大名誉教授の長女。
2014年、瑞宝中綬章受勲。

## 著書
- 『ことばと空間』東海大学出版会、1978
- 『くりかえしの文法 日・英語比較対照』大修館書店 日本語叢書、1980
- 『ウチとソトの言語文化学 文法を文化で切る』アルク NAFL選書、1996
- 『日本語を翻訳するということ 失われるもの、残るもの』中公新書 2018

### 共編著
- 『上級日本語読本』板坂元,山下貴久子共編　講談社、1974
- 『読解 拡大文節の認知』畑佐由紀子共著　荒竹出版、1989　外国人のための日本語例文・問題シリーズ
- 『日本語基本文法辞典』筒井通雄共著　ジャパンタイムズ、1992
- 『日本語文法辞典 中級編』筒井通雄共著 ジャパンタイムズ、1996
- 『日常日本語バイリンガル辞典』中田清一、大曽美恵子共編　講談社インターナショナル、1999
- 『ACTFL-OPI入門 日本語学習者の「話す力」を客観的に測る』中島和子、山内博之、荻原稚佳子共著　アルク、2001
- 『日本語学習基礎英日辞典』中田清一,大曽美恵子共編　講談社インターナショナル、2002
- 『日本語文法辞典 上級編』筒井通雄共著 ジャパンタイムズ、2008
- 『日本語教育と日本研究の連携 内容重視型外国語教育に向けて』トムソン木下千尋共編　ココ出版　2010、日本語教育学研究
- 『対話とプロフィシェンシー コミュニケーション能力の広がりと高まりをめざして プロフィシェンシーを育てる2』鎌田修、嶋田和子編著 平田オリザ、野山広、川村宏明、伊東祐郎共著　凡人社　2012
- 『日英共通メタファー辞典』 岡まゆみ共編著 くろしお出版 2017

### 翻訳
- R.W.ラネカー『言語と構造 言語学の基本概念』大修館書店、1970
- マーク・L.ナップ『人間関係における非言語情報伝達』牧野泰子共訳 東海大学出版会、1979
- ロバート・ソマー『現代建築の反逆 タイト・スペース』牧野泰子共訳 東海大学出版会、1982

### 記念論集
- 『言語教育の新展開 牧野成一教授古稀記念論集』鎌田修、筒井通雄、畑佐由紀子、ナズキアン富美子、岡まゆみ編　ひつじ書房、2005 シリーズ言語学と言語教育